# Nilufar Yasmin
Nilufar Yasmin, född 1 juli 1975, är en friidrottare från Bangladesh. Hon deltog vid olympiska sommarspelen 1996.